# エルヴィン・パノフスキー

美術史家のウィリアム・ヘクシャー（右）と（1950年代）

エルヴィン・パノフスキー（Erwin Panofsky, 1892年3月30日 - 1968年3月14日）はドイツ出身の美術史家。英語読みでアーウィン・パノフスキーとする表記もある。

## 人物
アルブレヒト・デューラーを中心とする北方ルネサンス研究で知られる。パノフスキーが、理論化をすすめたイコノロジー（図像解釈学）は、20世紀の美術史学で、「様式論」と並ぶ最も重要な方法論となった。
1892年にドイツ北部のハノーファーに生まれ、ミュンヘンやベルリンで学んだあと、イタリア・ルネサンス絵画とデューラーの関係を扱った論文でフライブルク大学から哲学博士号を取得（1914年）。1926年、新設されたハンブルク大学で美術史の正教授に就任。このとき同大学の哲学教授だったエルンスト・カッシーラーと深く交流したほか、美術史家アビ・ヴァールブルクの知遇を得た。ドイツ時代の重要な研究には、『デューラーのメランコリアI 起源と類型の一史的考察』（F・ザクスルとの共著、1923年）や『イデア』（1924年）、『象徴形式としての遠近法』（1927年）、などがある。
1931年、ニューヨーク大学の客員教授として初めてアメリカ合衆国に渡り、以後数年間、ドイツとアメリカを往復する生活が続いたあと、1933年のナチスによるユダヤ人公職追放を機にアメリカに永住する。翌1934年にはプリンストン高等研究所教授に迎えられた。1962年に同所を退くまで様々な主題で著作を残し、1968年、プリンストンで没する。
アメリカ時代の代表的な著作には、その後の美術史学を長く決定づけるマニフェストとなった『イコノロジー研究』（1939年）を筆頭に、デューラー研究の集大成となった『アルブレヒト・デューラー』（1943年）、『ゴシック建築とスコラ哲学』（1951年）、『初期ネーデルラント絵画』（1953年）、『墓の彫刻 古代エジプトからベルニーニに至る変遷』（1964年）と、その研究主題は広範囲に及んだ。
音楽評論家のヴァルター・パノフスキーははとこ、息子のヴォルフガング・パノフスキーは素粒子物理学を専門とする物理学者。

## ブルデューへの影響
フランスの社会学者ピエール・ブルデューが『芸術の規則』や『ディスタンクシオン』などの著作で展開した趣味論に大きな影響を与えた。特にブルデューは、パノフスキーの『ゴシック建築とスコラ学』からハビトゥスの概念を初めて採用したが、それに先んじてこの作品を仏訳し、長文の「あとがき」を付している。なお、ブルデューが仏語訳を行ったのはパノフスキーのみである。

## 著作（日本語訳）
- 『イコノロジー研究　ルネサンス美術における人文主義の諸テーマ』 浅野徹・阿天坊耀・塚田孝雄・福部信敏訳　
美術出版社、1971年、新版1987年／筑摩書房〈ちくま学芸文庫〉（上下）、2002年
- 『視覚芸術の意味』 中森義宗・内藤秀雄・清水忠訳、岩崎美術社〈美術名著選書〉、1971年、新版1991年
- 『ルネサンスの春』 中森義宗・清水忠訳、思索社、1973年、新版1984年、新思索社（新装版）、2006年
- 『イデア』 中森義宗・野田保之・佐藤三郎訳、思索社、1982年
  - 『イデア — 美と芸術の理論のために』 伊藤博明・富松保文訳、平凡社ライブラリー、2004年
- 『アルブレヒト・デューラー　生涯と芸術』 中森義宗・清水忠訳、日貿出版社、1984年
- 『ゴシック建築とスコラ哲学』 前川道郎訳、平凡社〈ヴァールブルクコレクション〉、1987年／ちくま学芸文庫、2001年
- 『土星とメランコリー』 フリッツ・ザクスル/レイモンド・クリバンスキーとの共著
晶文社、1991年。田中英道監訳/榎本武文・加藤雅之・尾崎彰宏訳
- 『〈象徴形式〉としての遠近法』 木田元監訳、川戸れい子・上村清雄訳、哲学書房、1993年、新装普及版2003年／ちくま学芸文庫、2009年
- 『芸術学の根本問題』 細井雄介訳、中央公論美術出版、1994年
- 『墓の彫刻 — 死にたち向かった精神の様態』 若桑みどり監訳、哲学書房、1996年
- 『初期ネーデルラント絵画 — その起源と性格』 勝國興・蜷川順子訳、中央公論美術出版、2001年。2分冊
- 『パンドラの箱　神話の一象徴の変貌』 ドラ・パノフスキーと共著、阿天坊耀・塚田孝雄・福部信敏訳、美術出版社、1975年
  - 『パンドラの函　変貌する一神話的象徴をめぐって』 尾崎彰宏・阿部成樹・菅野晶訳、法政大学出版局 叢書・ウニベルシタス、2002年
- 『ティツィアーノの諸問題　純粋絵画とイコノロジーへの眺望』 織田春樹訳、言叢社、2005年